# Associazione Sportiva Bari 1996-1997
Questa voce raccoglie le informazioni riguardanti l'Associazione Sportiva Bari nelle competizioni ufficiali della stagione 1996-1997.

## Stagione
Fonti

Il centrocampista svedese Klas Ingesson, ricordato nei decenni successivi per l'impegno e la qualità delle sue prestazioni, autore di 8 gol in questo campionato.

In questa stagione la squadra disputa il campionato di Serie B a seguito della retrocessione dalla massima serie avvenuta nell'anno agonistico precedente.
Durante l'estate lasciano il capoluogo pugliese Gérson, stavolta definitivamente, Andersson e Abel Xavier. Ceduto anche Protti, capocannoniere della Serie A nella passata stagione; sia Protti che Andersson hanno preferito rimanere in A. Il club opera in buona parte, l'ingresso in rosa di giovani delle prime tre divisioni nazionali italiane, mentre quali giocatori più esperti sono rilevati il centrocampista tedesco già nazionale Thomas Doll e il centrale difensivo Luigi Garzya.
Fascetti, confermato alla guida della squadra, preferisce non schierare attaccanti titolari solo giovani emergenti, quindi affianca a Nicola Ventola, proveniente dal vivaio biancorosso, il colombiano Guerrero, di rientro dal prestito al Merida (Terza Divisione spagnola).
Con la nuova retrocessione in cadetteria si è manifestato un generalizzato calo d'interesse da parte dell'opinione pubblica barese per la squadra, boicottata da una parte degli sportivi.
In Coppa Italia la squadra viene eliminata al secondo turno dal Verona.
In campionato i biancorossi raccolgono 29 punti nel girone d'andata, per effetto di 6 vittorie e 11 pareggi, con una serie positiva di 15 turni interrotta alla penultima gara d'andata, nel derby in casa perso 1-2 contro il Foggia.

L'attaccante Nicola Ventola, tra le rivelazioni della stagione cadetta.

Il girone di ritorno inizia sulla falsariga di quello d'andata, con 6 punti raccolti nelle prime 5 giornate, ma dalla sconfitta esterna con il Chievo nel 25º turno (in cui la squadra di Fascetti è rimontata 3-2 dopo essere stata in vantaggio per 0-2) i galletti rimediano tre sconfitte consecutive, perdendo il contatto con i primi posti di classifica. All'atmosfera già da inizio stagione non particolarmente entusiastica attorno alla squadra, si aggiungono le critiche per i risultati non soddisfacenti della stessa; alcuni autorevoli giornali considerano ormai abbastanza improbabile la promozione in Serie A della formazione pugliese, paventando persino il rischio di una retrocessione. In 28ª giornata, in casa, il Bari batte 2-1 il Lecce secondo in classifica nel derby (doppietta di Ingesson di cui il primo goal su rigore, di Servidei il momentaneo pareggio dei salentini), poi vincendo i quattro incontri successivi e chiudendo il campionato con 11 risultati utili consecutivi. Nell'ultima giornata, vinta in casa 3-1 sul Castel di Sangro, i biancorossi ottengono il definitivo quarto posto e la promozione in massima serie tornandovi dopo un anno; vincono il duello con il Genoa dell'ex tecnico Salvemini, che chiude quinto in classifica, a un punto di distacco dai galletti.
I baresi hanno totalizzato 62 punti, frutto di 15 vittorie, 17 pareggi e 6 sconfitte. Gli attaccanti titolari Ventola e Guerrero hanno chiuso la competizione con 10 reti a testa; Guerrero ha manifestato una positiva discontinuità di rendimento rispetto a due anni prima.
Nell'ultima giornata, lo stadio San Nicola ha ospitato circa 58.000 spettatori, numero fra i più alti in assoluto nella storia della formazione biancorossa (in tale occasione furono però registrati solo 36.534 spettatori paganti, quindi il dato, comunque reale ma per forza impreciso, rimane solo simbolico). Dalle ultime settimane del campionato la generalizzata contestazione attorno alla squadra si è notevolmente placata.
Il 10 febbraio 1997, la squadra Primavera allenata da Lello Sciannimanico ha vinto il Torneo Carnevale di Viareggio, battendo in finale 1-0 il Torino.

## Organigramma societario
Area direttiva
- Presidente: Vincenzo Matarrese
- Direttore generale: Carlo Regalia
- Segretario: Pietro D'Oronzo[9]
- Addetto stampa: Saverio De Bellis

Area sanitaria
- Medico sociale: Sabino Lerario
- Massaggiatori: Lorenzo Ferrara e Giuliano Gresi

Area tecnica
- Direttore sportivo: Enrico Alberti
- Allenatore: Eugenio Fascetti
- Allenatore in seconda: Biagio Catalano
- Allenatore Primavera: Arcangelo Sciannimanico

## Rosa
| N. |                   | Ruolo | Calciatore            |
| -- | ----------------- | ----- | --------------------- |
| 1  | Italia (bandiera) | P     | Alberto Fontana       |
| 22 | Italia (bandiera) | P     | Giuseppe Alberga      |
| 27 | Italia (bandiera) | P     | Giovanni Indiveri     |
| 2  | Italia (bandiera) | D     | Luigi Garzya          |
| 3  | Italia (bandiera) | D     | Paolo Annoni          |
| 4  | Italia (bandiera) | D     | Marcello Montanari    |
| 5  | Italia (bandiera) | D     | Gian Paolo Manighetti |
| 11 | Italia (bandiera) | D     | Amedeo Mangone        |
| 19 | Italia (bandiera) | D     | Roberto Ripa          |
| 20 | Italia (bandiera) | D     | Luigi Sala            |
| 26 | Italia (bandiera) | D     | Marco Zanchi          |

| N. |                     | Ruolo | Calciatore             |
| -- | ------------------- | ----- | ---------------------- |
| 8  | Svezia (bandiera)   | C     | Klas Ingesson          |
| 10 | Germania (bandiera) | C     | Thomas Doll (capitano) |
| 14 | Italia (bandiera)   | C     | Sergio Volpi           |
| 15 | Italia (bandiera)   | C     | Diego De Ascentis      |
| 21 | Italia (bandiera)   | C     | Rodolfo Giorgetti      |
| 28 | Italia (bandiera)   | C     | Davide Olivares        |
| 29 | Italia (bandiera)   | C     | Antonio Bellavista     |
| 7  | Italia (bandiera)   | A     | Marco Di Vaio          |
| 9  | Italia (bandiera)   | A     | Nicola Ventola         |
| 17 | Colombia (bandiera) | A     | Miguel Ángel Guerrero  |
| 18 | Italia (bandiera)   | A     | Francesco Flachi       |

### Sessione estiva
| Acquisti | Acquisti          | Acquisti              | Acquisti      |
| R.       | Nome              | da                    | Modalità      |
| -------- | ----------------- | --------------------- | ------------- |
| D        | Luigi Garzya      | Cremonese             | definitivo    |
| C        | Diego De Ascentis | Como                  | definitivo    |
| C        | Thomas Doll       | Eintracht Francoforte | definitivo    |
| C        | Rodolfo Giorgetti | Ravenna               | definitivo    |
| C        | Sergio Volpi      | Brescia               | definitivo    |
| A        | Marco Di Vaio     | Lazio                 | prestito      |
| A        | Francesco Flachi  | Fiorentina            | prestito      |
| A        | Miguel Guerrero   | Mérida                | fine prestito |

| Cessioni | Cessioni          | Cessioni  | Cessioni                  |
| R.       | Nome              | a         | Modalità                  |
| -------- | ----------------- | --------- | ------------------------- |
| P        | Luca Gentili      | Pistoiese | prestito                  |
| D        | Michele Andrisani | Carpi     | definitivo                |
| D        | Emanuele Brioschi | Venezia   | ?                         |
| D        | Gianluca Ricci    | Padova    | ?                         |
| C        | Carmine Gautieri  | -         | svincolato                |
| C        | Abel Xavier       | Benfica   | fine prestito             |
| C        | Gérson            | -         | svincolato                |
| C        | Fabrizio Ficini   | Empoli    | ?                         |
| C        | Pietro Parente    | Reggiana  | definitivo                |
| A        | Kennet Andersson  | Bologna   | definitivo                |
| A        | Igor Protti       | Lazio     | definitivo (7 miliardi ₤) |

### Sessione autunnale
| Acquisti | Acquisti        | Acquisti | Acquisti   |
| R.       | Nome            | a        | Modalità   |
| -------- | --------------- | -------- | ---------- |
| C        | Davide Olivares | Bologna  | definitivo |
| D        | Marco Zanchi    | Atalanta | prestito   |

| Cessioni | Cessioni       | Cessioni | Cessioni   |
| R.       | Nome           | a        | Modalità   |
| -------- | -------------- | -------- | ---------- |
| D        | Amedeo Mangone | Bologna  | definitivo |

## Risultati

### Serie B[14]

#### Girone di andata
| Arbitro: | Pellegrino (Barcellona Pozzo di Gotto) |

|                   |           |  |
| Guerrero 41’, 45’ | Marcatori |  |

| Arbitro: | Farina (Novi Ligure) |

|             |           |  |
| Logarzo 94’ | Marcatori |  |

| Arbitro: | Bettin (Padova) |

|                           |           |                          |
| Cevoli 21’ Castellini 80’ | Marcatori | 18’ Ventola 69’ Ingesson |

| Arbitro: | Ercolino (Cassino) |

|          |           |             |
| Doll 24’ | Marcatori | 49’ Dionigi |

| Genova 6 ottobre 1996 5ª giornata | Genoa              | 0 – 0 referto | Bari | Stadio Luigi Ferraris\| Arbitro: \| Bolognino (Milano) \| |
| Arbitro:                          | Bolognino (Milano) |               |      |                                                           |

| Arbitro: | Racalbuto (Gallarate) |

|                      |           |                              |
| Ripa 43’ Ventola 62’ | Marcatori | 3’ (aut.) Garzya 68’ Cossato |

| Arbitro: | Serena (Bassano del Grappa) |

|               |           |                    |
| Scarafoni 21’ | Marcatori | 83’ Volpi 89’ Doll |

| Arbitro: | Nucini (Bergamo) |

|                                                              |           |  |
| Flachi 32’ (rig.) Di Vaio 39’ Guerrero 57’, 89’ Ingesson 79’ | Marcatori |  |

| Arbitro: | Collina (Viareggio) |

|            |           |             |
| Casale 54’ | Marcatori | 79’ Ventola |

| Bari 10 novembre 1996 10ª giornata | Bari            | 0 – 0 referto | Cesena | Stadio San Nicola\| Arbitro: \| Gronda (Genova) \| |
| Arbitro:                           | Gronda (Genova) |               |        |                                                    |

| Salerno 24 novembre 1996 11ª giornata | Salernitana        | 0 – 0 referto | Bari | Stadio Arechi\| Arbitro: \| De Santis (Tivoli) \| |
| Arbitro:                              | De Santis (Tivoli) |               |      |                                                   |

| Bari 30 novembre 1996 12ª giornata | Bari               | 0 – 0 referto | Cremonese | Stadio San Nicola\| Arbitro: \| Stafoggia (Pesaro) \| |
| Arbitro:                           | Stafoggia (Pesaro) |               |           |                                                       |

| Arbitro: | Nicchi (Arezzo) |

|                  |           |                                   |
| M. Giampaolo 91’ | Marcatori | 5’ (aut.) De Sanctis 72’ Ingesson |

| Arbitro: | Borriello (Mantova) |

|                                 |           |             |
| Ripa 27’ Guerrero 60’ Volpi 80’ | Marcatori | 70’ Silenzi |

| Arbitro: | Trentalange (Torino) |

|              |           |            |
| Rastelli 55’ | Marcatori | 47’ Flachi |

| Arbitro: | Beschin (Legnago) |

|             |           |                |
| L. Sala 40’ | Marcatori | 72’ Ciardiello |

| Arbitro: | Branzoni (Pavia) |

|                 |           |                     |
| Lantignotti 42’ | Marcatori | 85’ (rig.) Guerrero |

| Arbitro: | Farina (Novi Ligure) |

|            |           |                                  |
| Di Vaio 5’ | Marcatori | 59’ (aut.) Zanchi 67’ Di Michele |

| Arbitro: | Bonfrisco (Monza) |

|                   |           |                                 |
| Bonomi 68’ (rig.) | Marcatori | 52’ Doll 77’ Di Vaio 92’ Annoni |

#### Girone di ritorno
| Arbitro: | Rossi |

|                      |           |  |
| Neri 19’ (rig.), 90’ | Marcatori |  |

| Arbitro: | Preschern (Mestre) |

|                  |           |  |
| Voria 75’ (aut.) | Marcatori |  |

| Bari 16 febbraio 1997 22ª giornata | Bari            | 0 – 0 referto | Torino | Stadio San Nicola\| Arbitro: \| Cesari (Genova) \| |
| Arbitro:                           | Cesari (Genova) |               |        |                                                    |

| Arbitro: | Pellegrino (Barcellona Pozzo di Gotto) |

|                                 |           |                       |
| Ripa 57’ (aut.) De Vincenzo 92’ | Marcatori | 17’ Doll 56’ Guerrero |

| Arbitro: | Ceccarini (Livorno) |

|               |           |            |
| Giorgetti 32’ | Marcatori | 13’ Pisano |

| Arbitro: | Trentalange (Torino) |

|                                 |           |                          |
| M. Cossato 47’, 65’ Cerbone 84’ | Marcatori | 32’ Guerrero 43’ Di Vaio |

| Arbitro: | Branzoni (Pavia) |

|  |           |                             |
|  | Marcatori | 32’ Buonocore 54’ D'Aloisio |

| Arbitro: | Lana (Torino) |

|                             |           |             |
| Cappellini 80’ Dal Moro 92’ | Marcatori | 88’ Ventola |

| Arbitro: | Messina (Bergamo) |

|                          |           |              |
| Ingesson 26’ (rig.), 74’ | Marcatori | 57’ Servidei |

| Arbitro: | Pin (Conegliano) |

|  |           |                          |
|  | Marcatori | 70’ Ventola 81’ Olivares |

| Arbitro: | Serena (Bassano del Grappa) |

|                           |           |               |
| Ventola 14’ Giorgetti 89’ | Marcatori | 33’ Ricchetti |

| Arbitro: | Treossi (Forlì) |

|  |           |             |
|  | Marcatori | 21’ Ventola |

| Arbitro: | Preschern (Mestre) |

|                               |           |               |
| Volpi 26’ Ingesson 68’ (rig.) | Marcatori | 79’ Margiotta |

| Venezia 11 maggio 1997 33ª giornata | Venezia            | 0 – 0 referto | Bari | Stadio Pierluigi Penzo\| Arbitro: \| Bolognino (Milano) \| |
| Arbitro:                            | Bolognino (Milano) |               |      |                                                            |

| Bari 15 maggio 1997 34ª giornata | Bari                                   | 0 – 0 referto | Lucchese | Stadio San Nicola\| Arbitro: \| Pellegrino (Barcellona Pozzo di Gotto) \| |
| Arbitro:                         | Pellegrino (Barcellona Pozzo di Gotto) |               |          |                                                                           |

| Arbitro: | Rodomonti (Teramo) |

|             |           |                          |
| Saurini 72’ | Marcatori | 20’ Olivares 87’ Ventola |

| Arbitro: | De Santis (Tivoli) |

|                                              |           |               |
| Flachi 28’ (rig.) Guerrero 30’ Giorgetti 52’ | Marcatori | 47’ Lucarelli |

| Arbitro: | Collina (Viareggio) |

|              |           |             |
| Colacone 81’ | Marcatori | 48’ Ventola |

| Arbitro: | Treossi (Forlì) |

|                                   |           |                   |
| Ventola 1’ Guerrero 33’ Volpi 43’ | Marcatori | 46’ (rig.) Bonomi |

### Coppa Italia
| Arbitro: | Bettin (Padova) |

|                     |           |                         |
| Montanari 3’ (aut.) | Marcatori | 20’ Flachi 78’ Guerrero |

| Arbitro: | Messina (Bergamo) |

|            |           |                   |
| Flachi 63’ | Marcatori | 43’ (aut.) Garzya |

| Arbitro: | Bolognino (Milano) |

|                                                   |           |  |
| De Vitis 40’ (rig.) Maniero 84’ Corini 90’ (rig.) | Marcatori |  |

## Statistiche

### Statistiche di squadra
| Competizione | Punti | In casa | In casa | In casa | In casa | In casa | In casa | In trasferta | In trasferta | In trasferta | In trasferta | In trasferta | In trasferta | Totale | Totale | Totale | Totale | Totale | Totale | DR  |
| Competizione | Punti | G       | V       | N       | P       | Gf      | Gs      | G            | V            | N            | P            | Gf           | Gs           | G      | V      | N      | P      | Gf     | Gs     | DR  |
| ------------ | ----- | ------- | ------- | ------- | ------- | ------- | ------- | ------------ | ------------ | ------------ | ------------ | ------------ | ------------ | ------ | ------ | ------ | ------ | ------ | ------ | --- |
| Serie B      | 62    | 17      | 9       | 6       | 2       | 29      | 15      | 17           | 6            | 11           | 4            | 23           | 20           | 38     | 15     | 17     | 6      | 52     | 35     | +17 |
| Coppa Italia |       | 1       | 0       | 1       | 0       | 1       | 1       | 2            | 1            | 0            | 1            | 2            | 4            | 3      | 1      | 1      | 1      | 3      | 5      | -2  |
| Totale       | -     | 18      | 9       | 7       | 2       | 30      | 16      | 19           | 7            | 11           | 5            | 25           | 24           | 41     | 16     | 18     | 7      | 55     | 40     | +15 |